# Hercé
Hercé ist eine französische Gemeinde mit 305 Einwohnern (Stand: 1. Januar 2022) im Département Mayenne in der Region Pays de la Loire; sie gehört zum Arrondissement Mayenne und zum Kanton Gorron. Die Einwohner werden Hercéens genannt.

## Geographie
Hercé liegt etwa 38 Kilometer nordnordwestlich des Stadtzentrums von Laval. Umgeben wird Hercé von den Nachbargemeinden Vieuvy im Norden und Nordwesten, Saint-Aubin-Fosse-Louvain im Norden und Nordosten, Gorron im Osten, Colombiers-du-Plessis im Süden, Carelles im Südwesten sowie Levaré im Westen.

## Bevölkerungsentwicklung
| Jahr                       | 1962 | 1968 | 1975 | 1982 | 1990 | 1999 | 2006 | 2019 |
| Einwohner                  | 436  | 408  | 371  | 347  | 328  | 335  | 327  | 313  |
| Quellen: Cassini und INSEE |      |      |      |      |      |      |      |      |

## Sehenswürdigkeiten
- Dolmen
- Kirche L'Immaculée-Conception aus dem 15. Jahrhundert

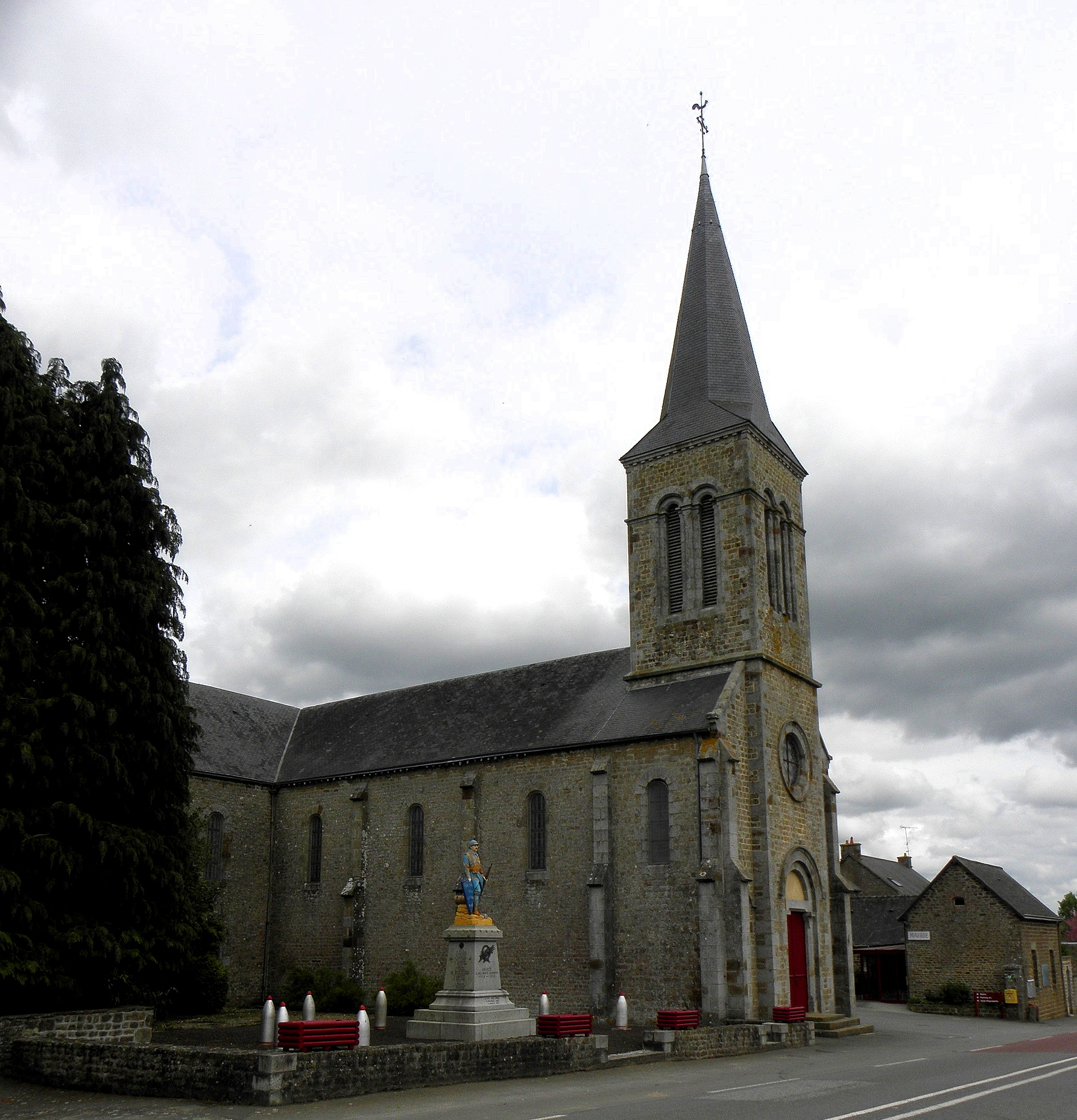
Kirche L'Immaculée-Conception

- Schlösser Le Bailleul